# Engelhartstetten
Engelhartstetten (szlovákul Poturno, horvátul Poturna) osztrák mezőváros Alsó-Ausztria Gänserndorfi járásában. 2020 januárjában 2085 lakosa volt. 

## Elhelyezkedése

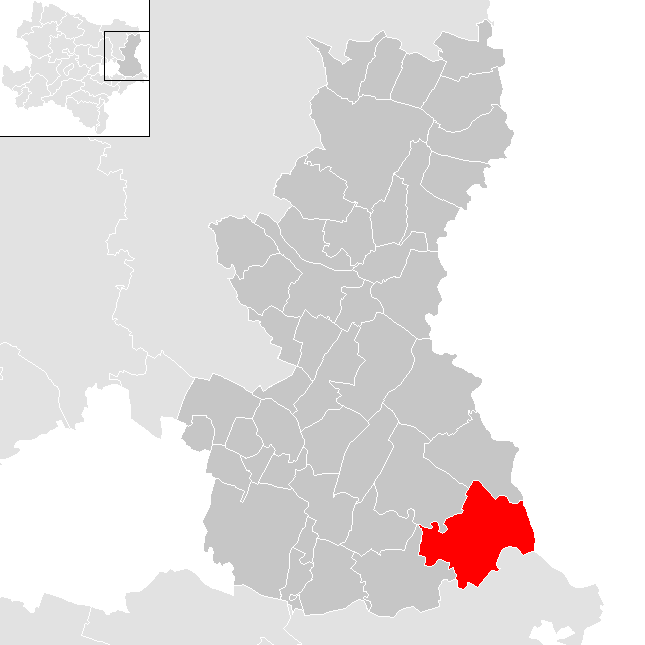
Engelhartstetten a Gänserndorfi járásban

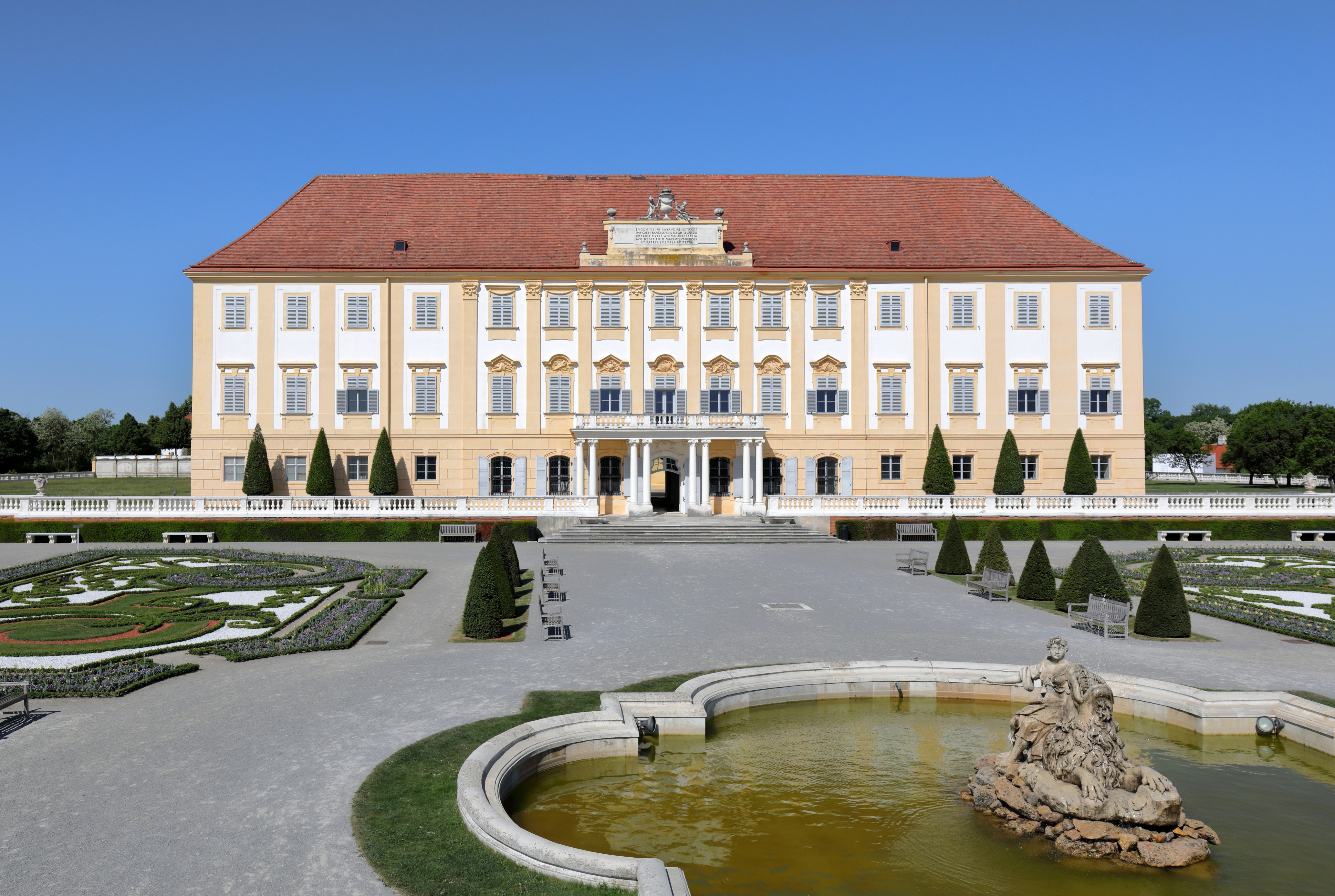
A Hof-kastély

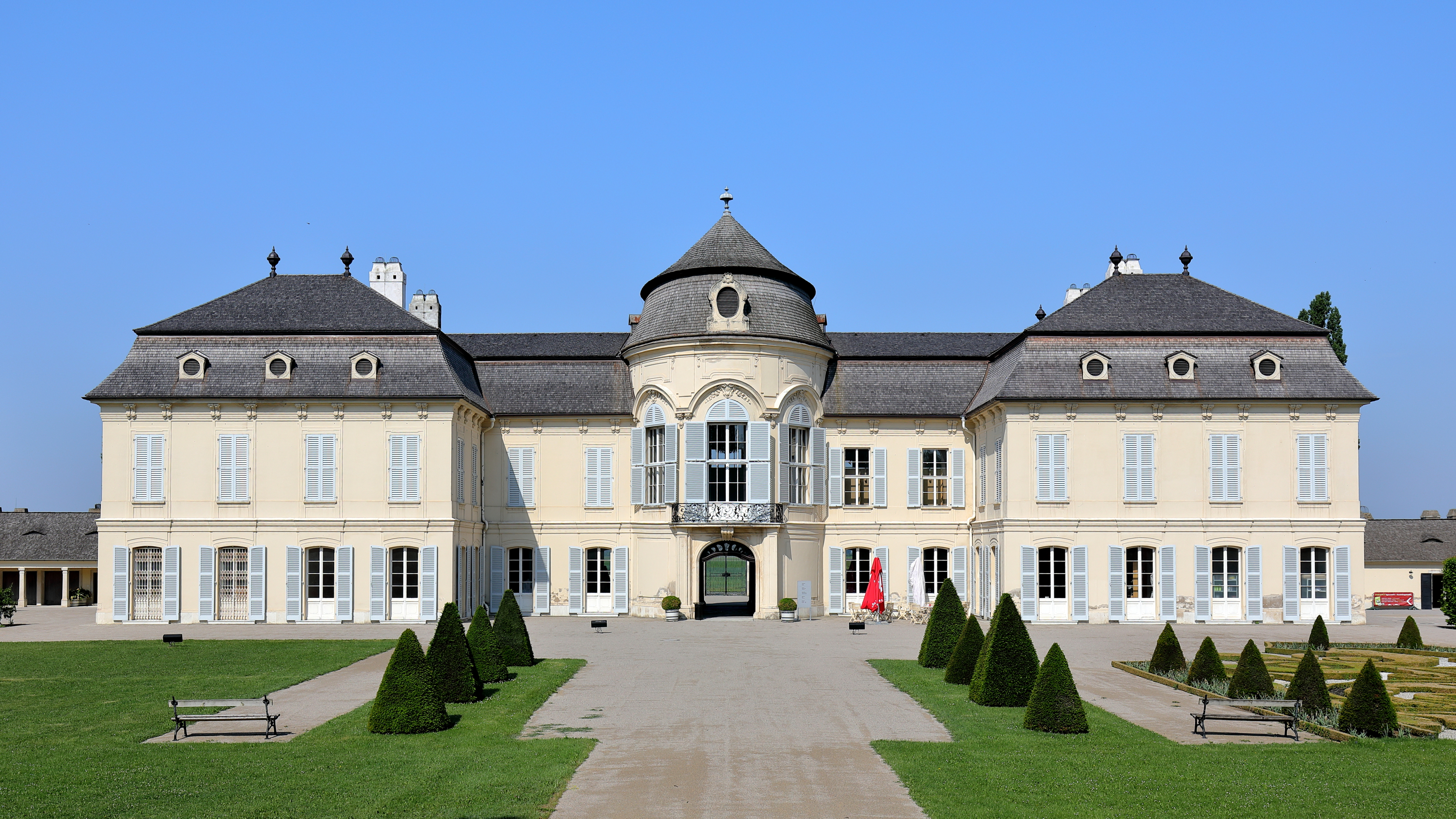
A niederweideni kastély

Engelhartstetten a tartomány Weinviertel régiójában fekszik a Morva-mező délkeleti részén, a szlovák határ (közvetlenül Pozsony) mellett. Délről a Duna, keletről a Morva folyók határolják. Déli része a Donau-Auen Nemzeti Parkhoz tartozik. Területének 12,4%-a erdő, 75,5% áll mezőgazdasági művelés alatt. Az önkormányzat 6 településrészt és falut egyesít: Engelhartstetten (929 lakos 2020-ban), Groißenbrunn (220), Loimersdorf (483), Markthof (137), Schloßhof (86) és Stopfenreuth (230).
A környező önkormányzatok: délkeletre Hainburg an der Donau, délre Petronell-Carnuntum, nyugatra Eckartsau, északnyugatra Lassee, északra Marchegg, északkeletre Pozsony Dévényújfalu, keletre Dévény városrészei (Szlovákia). 

## Története
Engelhartstettent 1441-ben említik először, de a település valószínűleg jóval régebbi. A Morva-mezőt a 11. században telepítették be és a nevét adó Engelhart személynév a 13. században kikopott a használatból. 1250-ben a mai Groißenbrunn mellett zajlott az első morvamezei csata, ahol az Osztrák és Stájer Hercegségekért vetélkedő II. Ottokár cseh király legyőzte IV. Béla magyar királyt. A mai mezőváros területén fekvő Weiden várát már 1223-ban említik. Az erőd többször gazdát cserélt; 1437-ben az Arberger család szerezte meg. Lienhart Arberger és felesége, Gertrud von Rohr fosztogató portyáikkal rettegésben tartották a környéket, ezért a várat 1448-ban megostromolták és végül Pankraz Galicz von Liptov (feltehetően Szentmiklósi Pongrác, a "turóci király") elfoglalta. Két évvel később a császári csapatokkal való összecsapás során a vár elpusztult. Bécs 1529-es ostroma idején a törökök kifosztották a vár melletti falut. 1595-ben a protestáns Pranckh-család szerezte meg a romos várat és a települést, de tőlük rövidesen Johann Ulrich von Concin de Pennára szállt. Az ő fia rekatolizálta a falut, amely 1666-ban önálló egyházközséggé vált. 1685-ben Rüdiger von Starhemberg grófé lett a birtok, az ő özvegye 1727-ben eladta Savoyai Jenő hercegnek. A 17. század viszontagságai jelentős népességcsökkenéshez vezettek, amit horvát családok betelepítésével pótoltak. A két nagy folyó találkozásánál fekvő településen 1012–1899 között 152 árvizet jegyeztek fel, közülük 48 különösen pusztító volt. 1784 februárjában a jeges Duna az egész Morva-mezőt elárasztotta 13 napon át. A legmagasabb vízállásra 1809-ben került sor; ekkor 82 házban 89 család élt a faluban, többségükben horvátok. 1815-ben, 1825-ben és 1852-ben tűzvész pusztította el majdnem az egész települést. 
1971-ben addig önálló Engelhartstetten, Groißenbrunn, Loimersdorf és Stopfenreuth önkormányzatai egyesültek; egy évvel később Markthof-Schloßhof is csatlakozott. Mivel Stopfenreuth és Markthof már mezőváros volt, az új önkormányzat is megkapta a mezővárosi rangot. 1973-ban megépült a Bruck an der Leitha-i járásba átvezető Duna-híd, Ausztria akkori leghosszabb (1900 m) és legmagasabb (177 m) hídja.

## Lakosság
Az engelhartstetteni önkormányzat területén 2020 januárjában 2085 fő élt. A lakosságszám 1981 óta gyarapodó tendenciát mutat. 2018-ban az ittlakók 89,1%-a volt osztrák állampolgár; a külföldiek közül 1,7% a régi (2004 előtti), 6,9% az új EU-tagállamokból érkezett. 1,4% a volt Jugoszlávia (Szlovénia és Horvátország nélkül) vagy Törökország, 0,9% egyéb országok polgára volt. 2001-ben a lakosok 85%-a római katolikusnak, 1,9% evangélikusnak, 2,9% mohamedánnak, 7,5% pedig felekezeten kívülinek vallotta magát. Ugyanekkor 10 magyar élt a mezővárosban; a legnagyobb nemzetiségi csoportot a német (94,4%) mellett a szerbek alkották 1,7%-kal. 
A népesség változása:
| Lakosok száma | 1824 | 1845 | 1892 | 1895 | 1902 | 1883 | 1898 | 1909 | 1958 | 2055 |
|               | 2002 | 2004 | 2006 | 2007 | 2009 | 2011 | 2013 | 2014 | 2016 | 2018 |

## Látnivalók

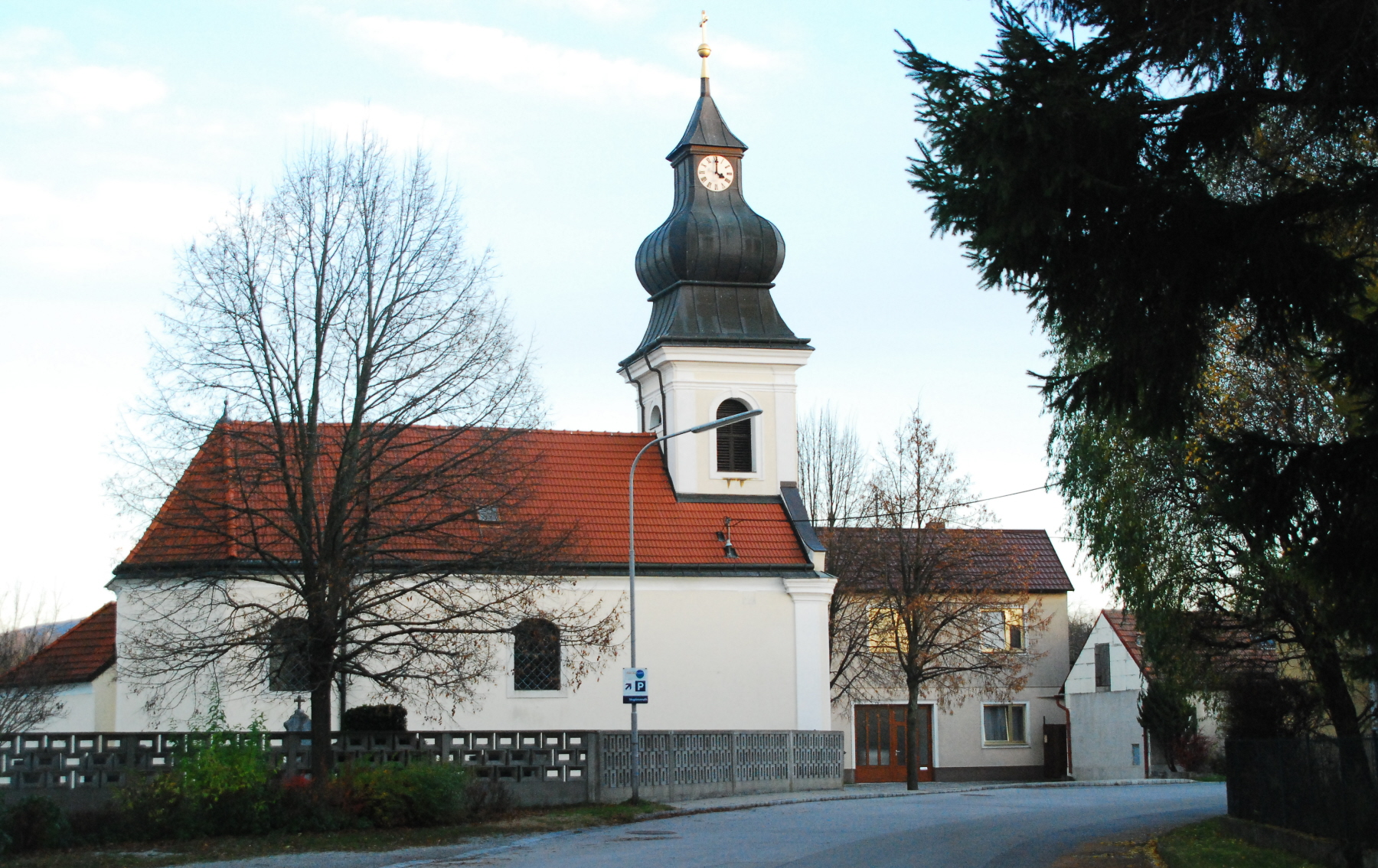
A Nepomuki Szt. János-plébániatemplom

- a Hof-kastélyt Savoyai Jenő bővítette ki barokk palotává; 1755-ben Mária Terézia tulajdonába került. A hat morva-mezei kastély közül a legnagyobb.
- a niederweideni kastély Savoyai Jenő vadászkastélya volt, Mária Terézia építtette át.
- az engelhartstetteni Szt. Márk-plébániatemplom
- a groißenbrunni Szt. Egyed-plébániatemplom
- a loimersdorfi Mária Magdolna-plébániatemplom
- a markthofi Szt. György-plébániatemplom
- a stopfenreuthi Nepomuki Szt. János-plébániatemplom
- a Morva-gáti kápolna
- Grafenweiden várának romjai

## Fordítás
- Ez a szócikk részben vagy egészben  az   Engelhartstetten című német Wikipédia-szócikk ezen változatának fordításán alapul.  Az eredeti cikk szerkesztőit annak laptörténete sorolja fel. Ez a jelzés csupán a megfogalmazás eredetét és a szerzői jogokat jelzi, nem szolgál a cikkben szereplő információk forrásmegjelöléseként.